# Proyectos de Identidad Digital del Ministerio de Defensa
Los Proyectos de Identidad Digital del Ministerio de Defensa de España se enmarcan dentro de las acciones previstas en el Plan Director de Sistemas de Información y Telecomunicaciones del Ministerio de Defensa (PDCIS), aprobado por OM 315/2002 de 14 de febrero.
El uso generalizado en el Ministerio de Defensa de Sistemas de Información y Telecomunicaciones (CIS), a través de los cuales se procesa, almacena o transmite información, exige la necesidad de dotarla de la necesaria protección en los sistemas. La implantación de la Infraestructura de Clave Pública y la Tarjeta Electrónica del Ministerio de Defensa permite la utilización de servicios de seguridad en los sistemas y aplicaciones, empleando certificados digitales sobre un soporte seguro.
El modelo de PKI desarrollado por el Ministerio de Defensa permite alcanzar altos niveles de servicio y seguridad, por la autonomía que proporciona la gestión interna que se hace de los certificados digitales y la utilización de productos certificados por el CCN 4. Este modelo es exportable al resto de la Administración del Estado que habitualmente ha trabajado con arquitecturas de PKI gestionadas externamente.
Por otra parte, la Tarjeta Electrónica de Defensa (TEDEF), certificada por el CNI 5 con altas prestaciones de seguridad, tanto criptográficas como gráficas, es la única tarjeta con la posibilidad de manejar información clasificada SECRETO.